# Cassidy Gray
Cassidy Gray (* 25. Januar 2001 in Calgary, Alberta) ist eine kanadische Skirennläuferin. Sie startet in allen Disziplinen und hat ihre Stärken im Riesenslalom und  im Super-G.

## Biografie
Cassidy Gray stammt aus Invermere, British Columbia, und begann im Alter von fünf Jahren mit dem Skifahren. Ihre Mutter arbeitete für den kanadischen Eishockey-Verband.

### Jugend und Nor-Am Cup
Gray bestritt im Alter von 16 Jahren in Norquay ihre ersten beiden FIS-Rennen und erreichte auf Anhieb Spitzenergebnisse. Wenig später gab sie in Panorama ihr Debüt im Nor-Am Cup. Mitte Februar 2018 gelangen ihr am Whiteface Mountain erstmals zwei zehnte Plätze. Nach weiteren Platzierungen unter den besten zehn nahm sie im März 2020 in Narvik erstmals an Juniorenweltmeisterschaften teil. Dort kam sie nicht über die Ränge 20 im Super-G und 21 im Riesenslalom hinaus. Ende des Jahres gewann sie ihren ersten kanadischen Meistertitel in ihrer Paradedisziplin Riesenslalom. 2021 feierte sie einige Erfolge auf NCAA-Level und wurde von ihrer Universität als „Freshman des Jahres“ ausgezeichnet.
Als Super-G-Zweite fuhr Gray Mitte Dezember 2021 in Panorama erstmals auf ein Nor-Am-Podest. In den folgenden beiden Tagen feierte sie im Parallelrennen und im Riesenslalom ihre ersten beiden Siege. Knapp drei Monate später nahm sie am selben Ort zum zweiten Mal an Juniorenweltmeisterschaften teil. Ihr bestes Einzelergebnis gelang ihr mit Platz sechs im Super-G, im Mannschaftswettbewerb gewann sie die Goldmedaille. 2022/23 konnte sie sich im Nor-Am Cup noch einmal steigern und sicherte sich mit zwei Siegen in Georgian Peaks den Gewinn der Riesenslalomwertung. In der Gesamtwertung belegte sie Platz zwei.

### Weltcup und Großereignisse
Am 16. Januar 2021 gab Gray im ersten Riesenslalom auf dem Podkoren bei Kranjska Gora ihr Weltcup-Debüt. Nur einen Tag danach gewann sie mit Rang 26 ihre ersten Punkte. Bei den Weltmeisterschaften in Cortina d’Ampezzo belegte sie mit der kanadischen Mannschaft Platz sieben, im Riesenslalom wurde sie als beste Kanadierin 23. Gegen Ende der Saison erreichte sie mit Platz 27 in Jasná eine weitere Weltcup-Platzierung in den Punkterängen. Dank ihrer Erfolge im Nor-Am Cup durfte sie auch an den Olympischen Spielen in Peking teilnehmen, schied dort allerdings bei ihrem einzigen Einzelstart im Riesenslalom aus. Mit der Mannschaft belegte sie Platz neun.
Cassidy Gray strebt eine Laufbahn als Physiotherapeutin an und studiert an der University of Colorado Boulder.

## Erfolge

### Olympische Spiele
- Peking 2022: 9. Mannschaftswettbewerb

### Weltmeisterschaften
- Cortina d’Ampezzo 2021: 7. Mannschaftswettbewerb, 23. Riesenslalom
- Saalbach-Hinterglemm 2025: 19. Team-Kombination, 20. Super-G, 25. Abfahrt

### Weltcup
- 1 Platzierung unter den besten 20

### Weltcupwertungen
| Saison  | Gesamt | Gesamt | Super-G | Super-G | Riesenslalom | Riesenslalom |
| Saison  | Platz  | Punkte | Platz   | Punkte  | Platz        | Punkte       |
| ------- | ------ | ------ | ------- | ------- | ------------ | ------------ |
| 2020/21 | 114.   | 9      | –       | –       | 52.          | 9            |
| 2023/24 | 90.    | 35     | 57.     | 2       | 38.          | 33           |

### Nor-Am Cup
- Saison 2019/20: 8. Kombinationswertung
- Saison 2021/22: 1. Parallelwertung
- Saison 2022/23: 2. Gesamtwertung, 1. Riesenslalomwertung, 7. Abfahrtswertung, 9. Super-G-Wertung
- 8 Podestplätze, davon 4 Siege:

| Datum             | Ort            | Land   | Disziplin            |
| ----------------- | -------------- | ------ | -------------------- |
| 14. Dezember 2021 | Panorama       | Kanada | Parallelriesenslalom |
| 15. Dezember 2021 | Panorama       | Kanada | Riesenslalom         |
| 27. Februar 2023  | Georgian Peaks | Kanada | Riesenslalom         |
| 28. Februar 2023  | Georgian Peaks | Kanada | Riesenslalom         |

### Juniorenweltmeisterschaften
- Narvik 2020: 20. Super-G, 21. Riesenslalom
- Panorama 2022: 1. Mannschaftswettbewerb, 6. Super-G, 15. Kombination, 31. Slalom

### Weitere Erfolge
- 2 kanadische Meistertitel (Riesenslalom 2020 und 2023)
- 20 Siege in FIS-Rennen